# Szociológia

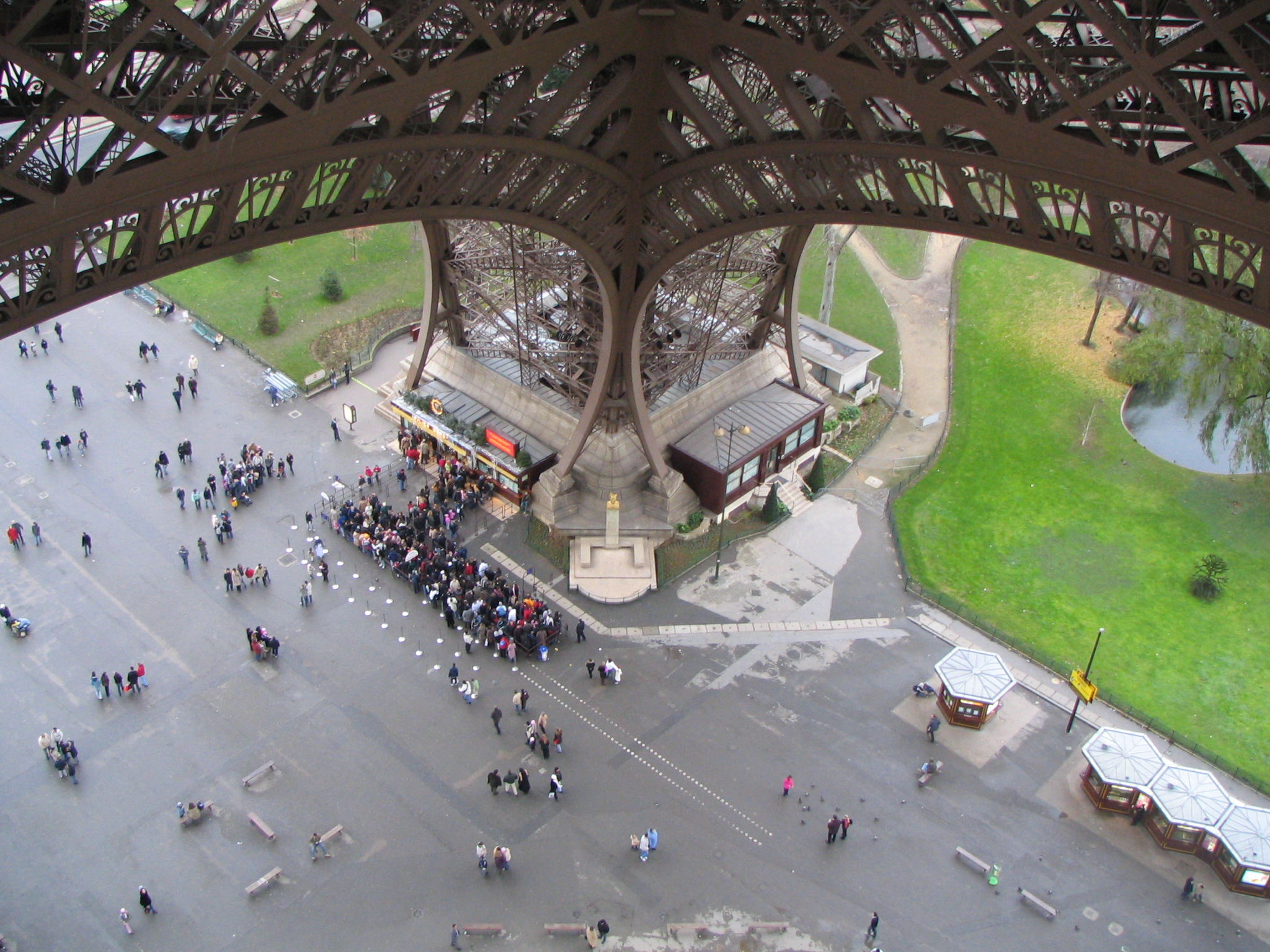
Sorban állás: egy elterjedt társas cselekvés

A szociológia (a latin socius, azaz „társ”, „társaság”; valamint a görög λόγος, logosz, azaz „-tudás”, „-tudomány” szavakból) a társadalmi élet összetevői, az egyének, csoportok, szervezetek, intézmények (család, iskola, egyház, állam stb.) életének, működésének törvényszerűségeit, szabályait és folyamatait vizsgáló elméleti és gyakorlati tudomány.
A szociológusok a társadalmi és társas viselkedést tanulmányozzák az emberek által alkotott társadalmi, vallási, politikai és gazdasági intézményeken, szervezeteken, csoportokon belül. Tanulmányozzák a társas kölcsönhatások során a csoportokon belül vagy azok között létrejövő viselkedési formákat, nyomon követik kialakulásukat és terjedésüket, elemzik a csoporttevékenység hatását az egyéni résztvevőkre. Szociológusok vizsgálják egy társadalmi csoport, szervezet vagy intézmény jellemzőit, az egyének egymásra és csoportjukra kifejtett hatását, ezzel összefüggésben az egyén olyan tulajdonságainak szerepét, mint a biológiai nem, társadalmi nem (társadalmi nemek tudománya), a kor vagy a rassz. A szociológia tárgyterületei többek között a család, a kisebbségek, az oktatás, a vallás, a politika, a lakóhely, a bűnözés, a szellemi és egészségi környezet társadalmi kérdéseivel foglalkoznak.
A szociológia a társadalmi folyamatokat többek között a társadalmi rétegződés, társadalmi mobilitás, kommunikációelmélet, szociálpszichológia, demográfia és társadalomstatisztika ismereteivel és eszközeivel vizsgálja.
A szociológiai kutatás az utca névtelen emberei közötti kapcsolatok elemzésétől a globális társadalmi folyamatok tanulmányozásáig terjed. Új területei – mint a hálózatelemzés vagy a környezeti szociológia – folyamatosan bővülnek.
A szociológiai kutatások eredményeit oktatók, tervezők, jogászok, hivatalnokok, fejlesztők, közgazdászok és más szakmabeliek is használják, akik a társadalmi problémák megoldásában érdekeltek, és e célból közpolitikai tevékenységet folytatnak.

## Története

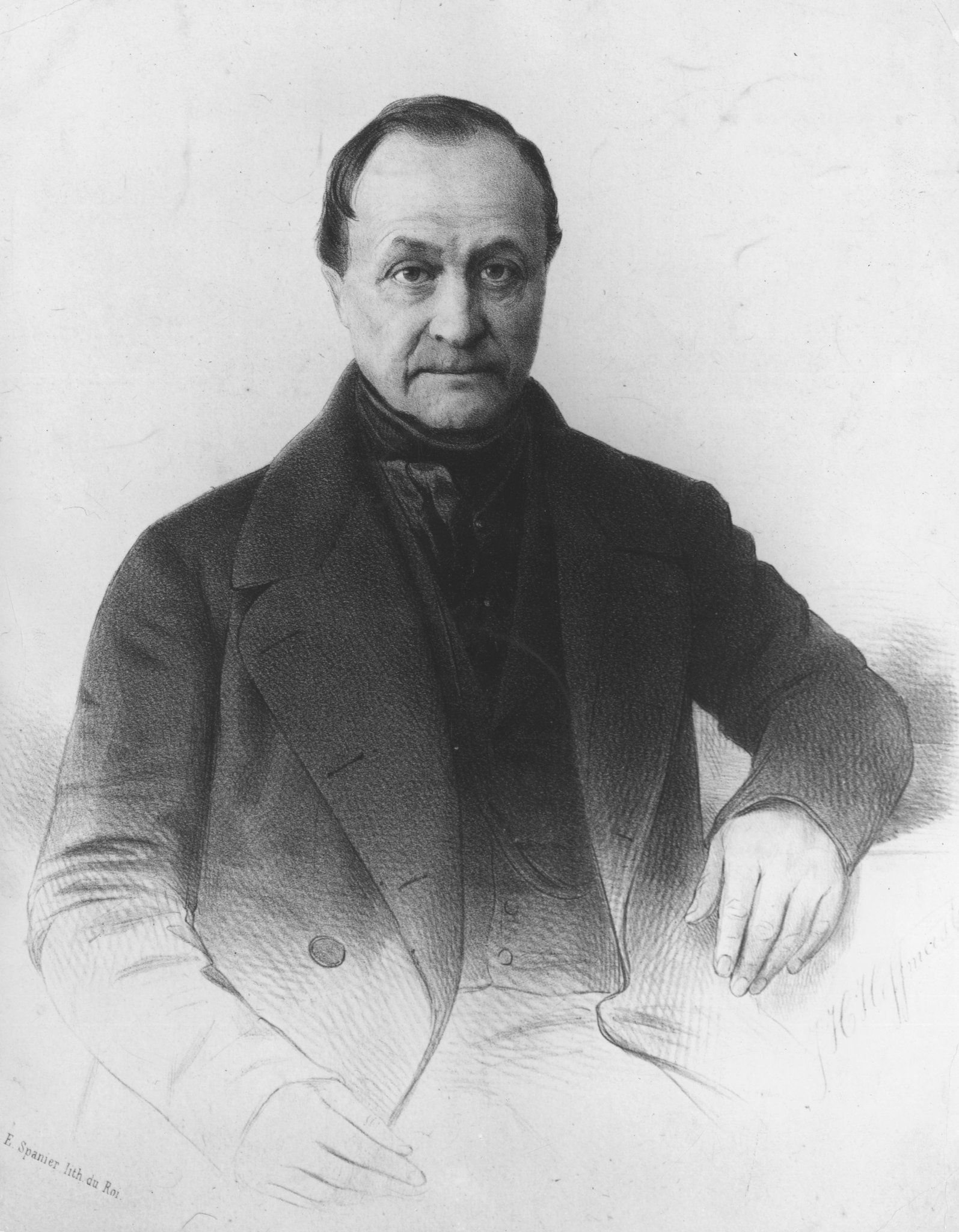
Auguste Comte, aki megalkotta a szót: szociológia

### Alapítók
A szociológia a társadalomtudományok között egy viszonylag új akadémiai tudomány. A mögötte álló elveknek ugyanakkor hosszú időre visszanyúló történelme van, eredete az általános emberi tudásból és filozófiából származik.
A szociológia tudománya a modernitás kihívására adott elméleti válaszként a 19. század elején kezdett kialakulni. A szociológusok úgy gondolták, nem elég megérteni, mi tart össze társadalmi csoportokat, de ellenszert is kell találni a társadalmi széthullásra.
A "szociológia" kifejezést Auguste Comte alkotta 1838-ban a latin socius (társ, társaság) és a görög logosz (tudomány, ismeret) szavakból. Comte úgy gondolta, hogy egyesíti az emberiség összes tudását, beleértve a történelmet, pszichológiát és a közgazdaságtant. Eredetileg a "társadalomfizika" elnevezést szerette volna használni, de miután elképzelése a 19. században általános törekvés volt és mások is elkezdték használni ezt a kifejezést, önálló fogalmat alkotott.
Az első könyvet, ami címében is viselte már a 'szociológia' kifejezést, Herbert Spencer írta. Fő műve a Szintetikus filozófia, amiben kifejti, hogy a filozófia az összes résztudomány alapja (úgy is mint: etika, biológia, pszichológia és szociológia). Úgy gondolta, hogy minden emberi társadalom átmegy egy evolucionális fejlődési szakaszon, amelynek során szervezett anyagba rendeződik, primitív hordából strukturált, komplex és differenciált társadalom alakul ki.

### Klasszikusok
A szociológia „klasszikusainak” munkássága a 19. század második felére és a 20. század elejére tehető: Karl Marx, Ferdinand Tönnies, Émile Durkheim, Vilfredo Pareto, Georg Simmel és Max Weber. Comte-hoz hasonlóan a klasszikusok közül egyik tudós sem tekintett magára kizárólag „szociológusként”. Munkáik nagy részben vallási, oktatási, közgazdasági, jogi, pszichológiai, etikai, filozófiai és teológiai vonatkozásúak voltak. Viszont elméleteik alapozták meg a szociológiát.

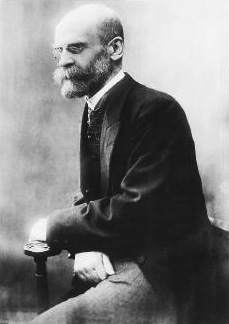
Émile Durkheim

Karl Marx a korszak filozófiai, gazdasági, szociológiai ismereteit kritikus formában integrálta. Szerinte a termelési mód határozta meg a társadalom szerkezetét, berendezését és a munkaerő vált annak rendszerező elvévé, erre építette értéktöbblet-elméletét. Ehhez kapcsolódnak a munkamegosztásról, a tőkés kizsákmányolásról és az emberi társadalmakat mozgató konfliktusokról, valamint ezek társadalomszerkezeti következményeiről szóló gondolatai.

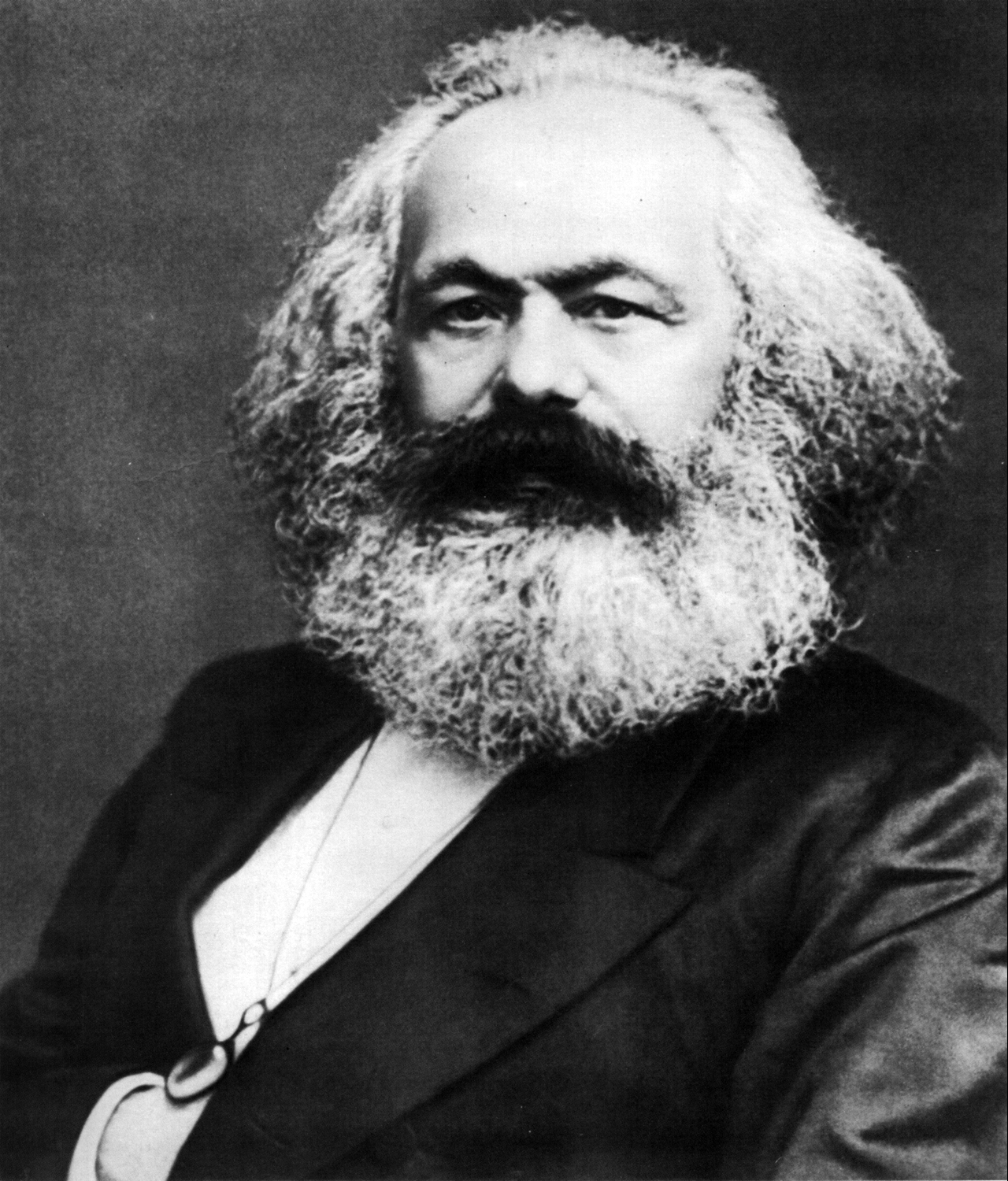
Karl Marx

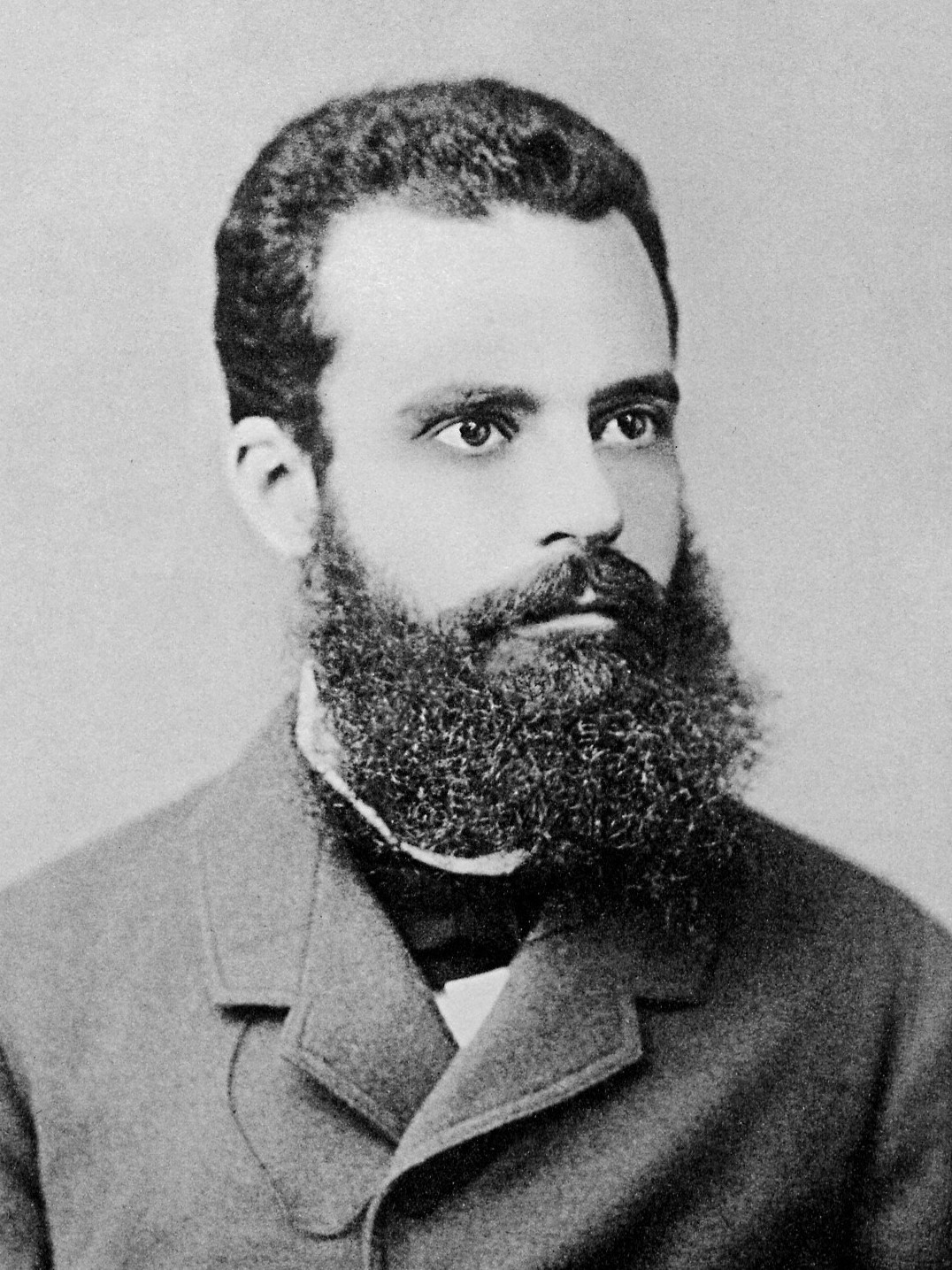
Vilfredo Pareto
1848–1923

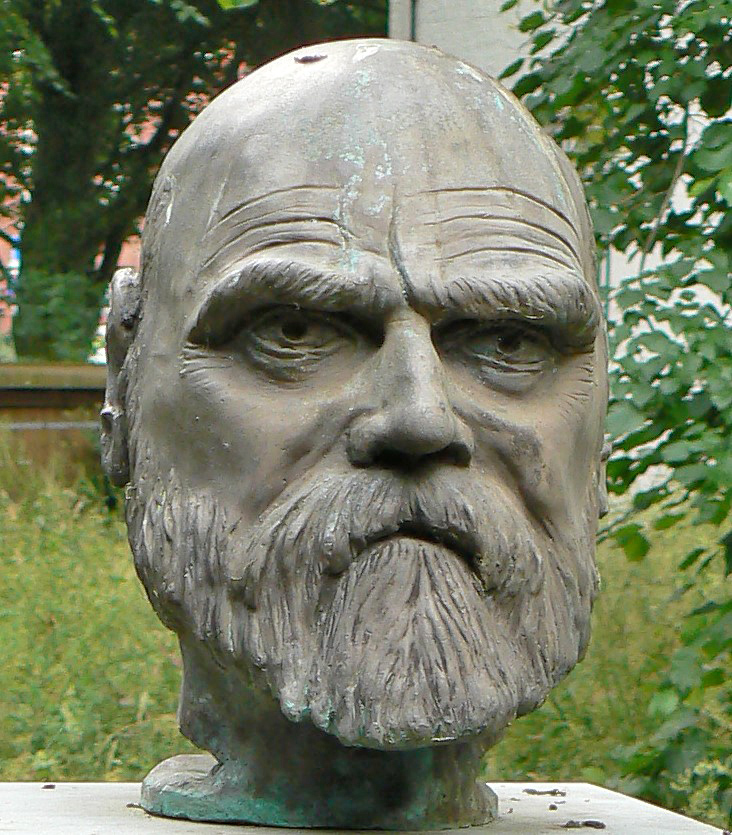
Ferdinand Tönnies
1855–1936

Ferdinand Tönnies Közösség és társadalom" című fő művében kifejtette, hogy a modern társadalomban háttérbe szorulnak a személyes kapcsolatok.
Émile Durkheim a társadalom iránti érdeklődésében inkább a társadalmi integráció feltételeit kereste. Nyugtalanította a munkások nyomora, a bűnözés, az alkoholizmus és az öngyilkosság, aminek okát az anómiában látta.
Vilfredo Pareto a történelmet a hatalmi elitek körforgásának történetében látta. Elődeivel ellentétben szerinte nincs semmiféle fejlődés egy jobb társadalom felé.
Max Weber a modern gazdasági, társadalmi és politikai fejlődés lényegét a racionalitás terjedésében látta. A megértő szociológia szerint a szociológusnak törekednie kell megérteni a társadalom tagjai cselekedeteinek és szavainak, gondolatainak motívumait, meg kell értenie azokat a szubjektív értelmeket, amelyeket a cselekvők saját és mások viselkedésével összekapcsolnak. Nem elég megismerni, mit cselekszenek, azt is meg kell érteni, miért cselekszenek az adott módon. Weber szerint a társadalomban és a történelemben valószínűségi jellegű összefüggések érvényesülnek és nem a determinisztikus törvények.

### Pozitivizmus és antipozitivizmus
A szociológiát annak korai, 19. századi művelői, Comte és követői leginkább a természettudományokhoz tartozó tárgyként kezelték azt, amely a társadalmi jelenségek tanulmányozásához a természettudományokhoz is használt módszertant alkalmazza. Az empiricizmus és a tudományos módszer hangsúlyozása kétségbevonhatatlanul megalapozta a szociológiára és annak megállapításaira irányuló igényt, valamint meg is különböztette a szociológiát más, kevésbé empirikus területektől, mint például a filozófia. Ezt a módszertani megközelítést, ami magyarázatokra és előrejelzésekre törekszik, pozitivizmusnak hívják. A szociológusok nem triviálisan gondolkodó hányada azonban ezeket a célokat elutasítja.
A pozitivizmustól való első elszakadási kísérletek filozófiai és politikai alapokból fejlődtek ki, mint például Karl Marx dialektikus materializmuson alapuló elméletei. A tudományos pozitivizmustól való másik elrugaszkodás pedig kulturális és szociológiai jellegű volt. A társadalmi élet korai 19. századi pozitivista és naturalista megközelítéseinek eredményeit olyan tudósok kérdőjelezték meg, mint Wilhelm Dilthey és Heinrich Rickert, akik felismerték, hogy a természet világa jelentősen eltér a társadalmi világtól, mégpedig azért, mert az emberi társadalomnak a jelentések, szimbólumok, szabályok, normák és értékek tekintetében egyedi szempontjai vannak, ezek a társadalmi tényezők eredményezik a kultúra kialakulását. Ezt a nézetet fejlesztette tovább Max Weber, aki bevezette az antinaturalizmushoz közel álló antipozitivizmust, mely szerint a szociológiai kutatásnak az ember kulturális értékeire kell összpontosítania.

### 20. századi fejlődési irányok
A 20. század elején az Egyesült Államokban a társadalmi evolúcióval foglalkozó makroszociológia, más területeken pedig a mikroszociológia is jelentős fejlődést ért el. George Herbert Mead, Herbert Blumer és később a chicagói iskola (Erving Goffman és mások) pragmatizmusra épülő szociálpszichológiája megteremtette a szimbolikus interakcionizmus kifejlődését.
Európában a két háború között a szociológia folyamatosan ki volt téve egyrészről a megerősödő totalitárius rendszerek támadásainak, másrészről a konzervatív egyetemek merev elutasításának. Az ekkor kibontakozó frankfurti iskola tagjai (Max Horkheimer, Theodor W. Adorno, Herbert Marcuse, Jürgen Habermas, Walter Benjamin, Axel Honneth, Otto Kirchheimer, Leo Löwenthal és mások) fejlesztették ki azt a kritikai elméletet, ami a marxi dialektikus filozófia elemzését radikális baloldali társadalomkritikával kapcsolta össze.
Ezzel egyidőben a kezdetben Ausztriában, majd később az USA-ban dolgozó Alfred Schütz kifejlesztette a társadalmi fenomenológia elméletét (ami később a társadalmi konstruktivizmus létrejöttét is elősegítette). Elsősorban Talcott Parsons révén a ’30-as években fejlődött ki a strukturális funkcionalizmus, ami a társadalmi rendszerelméletet makro- és mikrostrukturális faktorok objektív szempontjaival integrálta.
A II. világháború után részben a strukturális funkcionalizmus hatása nyomán az amerikai szociológia általános (de nem univerzális) trendje inkább természettudományos irányba haladt, a szociológusok új kvantitatív és kvalitatív kutatási módszereket dolgoztak ki. A 20. század második felében a szociológiai kutatásokat egyre növekvő arányban használták fel mind kormányzati, mind piaci célokra.
A különböző társadalmi mozgalmakkal párhuzamosan a ’60-as években az egyes elméletek a társadalmi harcra helyezték a hangsúlyt, a strukturális funkcionalizmussal szembeállítva ekkortól kaptak mind nagyobb figyelmet a konfliktuselméletek és a neomarxisa elméletek.
A ’60-as évek kulturális változásai befolyással voltak rengeteg kortárs szociológiai tanulmányra, leginkább olyan kulturális tudományágakra, mint a kontinentális filozófia, az irodalomtudományok és az interpretivizmus. Mások sokkal objektívabb szempontokat képviseltek, mint például a neofunkcionalizmus. Megint mások egyre többet kezdtek a globalizáció természetének vitájával és a társadalmi intézmények megváltozásával foglalkozni. A politikai szociológiában pedig a nemzetállamok hatalmi átalakulása figyelhető meg a kereskedelem (és a kulturális termékek) globalizációja, valamint a nemzetközi szervezetek növekvő befolyása mentén.
Ezek az irányok néhány alapvető szociológiai kategória és -elmélet felülvizsgálatához vezettek. A 20. század vége felé több szociológus a posztmodern és a posztstrukturalista filozófiákat követte és egyes társadalomtudományos megközelítésekben a pozitivizmus kritikusaivá vált. Ugyanakkor a pozitivista tradíció még mindig él és hatással bír a szociológiára, ezt bizonyítja a társadalmi hálózatok kialakulása (melynek elemzésével a Kapcsolatháló-elemzés foglalkozik), úgy is, mint a hagyományos mikro-makro vagy ágens-struktúra felosztás kritikájának új paradigmája és úgy is, mint egy új módszertan. A társadalmi kapcsolatháló-elemzés több szociológiai alterületre is kifejti hatását, mint például a gazdaságszociológia (lásd például Harrison White és Mark Granovetter munkáit), a szervezeti viselkedés vagy a történeti szociológia.
A szociológia fejlődésében állandóan komoly problémát jelentett, hogyan lehet kiemelni és egyesíteni a szubjektivitás, az objektivitás, az interszubjektivitás és a gyakorlatiasság fogalmai körüli aggodalmakat az elméletalkotásban és a kutatásban. A szociológia, mint tudomány kiterjedésének mértéke és határai úgyszintén folyamatos vita tárgyát képezik, ami alapvető ontológiai és episztemológiai kérdéseket feszeget. Ezeknek a vitáknak az egyik eredménye a multidimenzionális társadalomelméletek folyamatban lévő kialakulása, valamint sokféle kritikai elmélet fejlődése. Egy másik végeredmény a közszociológia formálódása, ami a szociológiai elemzés hasznosságát hangsúlyozza különböző társadalmi csoportok számára.

### Társadalmikapcsolatháló-elemzés
A XXI. század elején a matematikai-statisztikai módszerek dinamikus fejlődése, és a gráfelméletek újra felfedezése ráirányította a természettudósok érdeklődését az emberi kapcsolatokra. A fizikusok, statisztikusok, pszichológusok, szociológusok termékeny együttműködése hozta létre ezt a már-már paradigmának tekinthető irányzatot. (Csaba Zoltán- Pál Judit, 2010)
A kapcsolatháló-elemzés a szociometriából építkező, de annál komplexebb, nagyobb közösségek vizsgálatára alkalmas módszertan (Szvetlevszky, 2006). A megközelítés előnye, hogy az adott hálózati struktúrákat, közösségeken belül kialakuló tulajdonságokat dinamikus módon, a változásokon keresztül is képes vizsgálni a kapcsolatok és a környezet folytonosan változó mozgása mentén. (Doreian-Stokman, 1997)
A hálózat elemzéssel komplex módon tudjuk leírni vizsgált közösségi hálózatok működését, de nem hagyható figyelmen kívül, hogy egy adott sokaság szerkezetére és az azt létrehozó dimenziókra vonatkozó reprezentativitással még kevéssé tud élni. (Csaba Zoltán – Pál Judit, 2010)
A 2000-es évek elején több hazai tudományos, és alkalmazott kutatóközpont is létrejött Budapesten. 2004-ben a LINK-Group Csermely Péter vezetésével. A Kapcsolatháló- és Oktatáskutató Központ (angolul: Research Center for Educational and Network Studies, RECENS) 2010 januárjában alakult meg fiatal szakkollégisták kezdeményezésére (Csaba Zoltán, Pál Judit, Néray Bálint, Vörös András, Boda Zsófia, Makovi Kinga, Lőrincz László), dr. Takács Károly vezetésével a Budapesti Corvinus Egyetem Szociológia és Társadalompolitika Intézetének kutatóközpontjaként, jelenleg az MTA TK keretein belül működik. Angol nyelvű kutatóműhely a Közép-európai Egyetemen Vedres Balázs által alapított Center for Network Science.  

## A szociológia tudománya
Noha a szociológia Comte-nak abból a meggyőződéséből nőtte ki magát, hogy idővel minden más tudományos érdeklődést maga alá rendel, végül a szociológia nem helyettesít más tudományokat. Ehelyett a szociológiát kell más tudományokhoz képest meghatározni (pszichológia, közgazdaságtan stb.). A szociológiai tudomány ma az emberiség szervezeteinek, intézményeinek és kölcsönhatásaiknak vizsgálatánál összehasonlító módszerrel dolgozik. Ez az elv részben az összetett ipari társadalom szervezetére koncentrál, egyúttal a legtöbb szociológia tanszék szerte a világon támogatja a multikulturális és multinacionális tanulmányokat.
A szociológiai kutatások a társadalmakat mozgató makro-társadalmi struktúrákat, mint a faj, a kisebbség, a csoport, a nemi szerepek vagy a család, deviáns jellemzőket mutató, vagy a struktúrák lebomlását eredményező társadalmi folyamatokat vizsgálnak, mint a bűnözés vagy a válás, valamint mikro-folyamatokat, mint a személyközi kölcsönhatások vagy egyének szocializációja.
A szociológusok a társadalomkutatások során kvantitatív módszereket használnak, ha a társadalmi viszonyok nagy léptékű mintázatait szeretnék vizsgálni és modelleket építenek fel, amik a társadalmi változásokat előre jelezhetik. A szociológusok egy másik csoportja kvalitatív módszerekkel dolgozik, mint a fókuszcsoportos interjú, a csoportbeszélgetés vagy az etnográfiai módszerek, hogy jobban megérthessék a társadalomban zajló folyamatokat. Néhány szociológus pedig a két megközelítési fajtát egymást kiegészítőnek találja.

### Társadalomelmélet
A társadalomelméletet legtöbbször azon szociológiai tevékenységek gyűjtőhalmazaként jellemzik, amelyek nem annyira tudományos módszer használatával társadalmi mintázatok magyarázatára, mint amennyire elméleti keretrendszerek használatával makro-társadalmi struktúrák magyarázatára irányulnak. Emiatt az elméleti társadalomtudósok gyakran gyanakvóak vagy kritikusok a szociológusokkal szemben, akik modelljeiket a már bevált objektív természettudományok, mint a fizika vagy a kémia segítségével állítják fel.
Ugyanakkor a tudományos kutatások gyakran kiegészítik vagy alátámasztják a társadalomelméleteket. Például egy tudományos módszeren alapuló statisztikai kutatás, ami kimutatja a vagyoni egyenlőtlenséget ugyanolyan foglalkozású nők és férfiak között, kiegészítheti akár a feminizmus vagy a patriarchátus társadalmi elméletét.
A radikálisan kritikus elméleti tudósok, mint a dekonstrukcionisták vagy a posztmodernisták gyakran kijelentik, hogy bármilyen kutatási módszer magából fakadóan téved, míg más elméleti tudósok szeretik magukat társadalomtudósnak titulálni, mert vagy kemény kritikusai a szociológus közösségnek, vagy nem végzett szociológusok.
Ugyanakkor egyes társadalomelméleteket gyakran úgy találnak ki, hogy a társadalmi valóság, amit leír, bizonyíthatatlan. A modernitás vagy az anarchia két példa erre.
Általánosságban a szociológiának van egy vonzereje, amiért elvonatkoztat az egyéntől (ahogy pedig a legtöbb ember szemléli a világot) és az életünket irányító társadalmi erőkre összpontosít. Ez a szociológiai kitekintés (vagy képzelőerő) vonzza éveken át az aktuális helyzettel elégedetlen diákokat és másokat, mert ez azokat az előfeltevéseket is hordozza, hogy a társadalmi struktúrák és mintázatok véletlenszerűek, önkényesek vagy speciális hatalmi csoportok által irányítottak, ami magában foglalja a változás lehetőségét. Részben ez vonzza az elnyomottakat, a hátrányos helyzetűeket és az alsóbb szociológiai rétegbe tartozókat, mert feltételezi, hogy az ő társadalmi helyzetük igazságtalan és/vagy elnyomás eredményeként jött létre. Ugyanakkor a szociológia, mint alaptudomány, még nem virágzott fel és keményen rá van kényszerülve, hogy megjelenítse más tudományok elméleti vívmányait.

### Társadalomkutatási módszerek
Rengeteg módszer ismert, amit a szociológusok a tapasztalati tények összegyűjtésére használnak. Ezek tartalmazzák a kérdőíveket, az interjúkat, a személyes megfigyelést és a statisztikai kutatásokat.
A probléma ezekkel a megközelítésekkel, hogy mindegyikük azokon az elméleti alapokon nyugszik, amiket a kutató használ, hogy megértse és megmagyarázza a társadalmi jelenséget, amit lát. Ha funkcionalista, mint Durkheim, szeret mindent a nagy léptékű társadalmi struktúra fogalmai szerint értelmezni. Ha szimbolikus interakcionalista, inkább arra koncentrál, ahogy az emberek megértik egymást. Ha marxista vagy neomarxista, mindent az osztályharcon és a hatalmi viszonyokon keresztül néz. A fenomenológisták szeretnek úgy gondolkodni, hogy csak az az út létezik, amelynek segítségével az emberek felépítik a valóság értelmezését, semmi más. Egyike a valós problémáknak, hogy a szociológusok úgy gondolják, csak egy elméleti megközelítés lehet "helyes", az pedig az övék. A gyakorlatban persze a szociológusok gyakran keverik és megfeleltetik egymással a megközelítéseiket és a módszereiket, felhasználva, hogy minden módszer adatok típusainak egy részét biztosítja.
Az internet három szempontból lehet fontos a szociológusoknak: mint eszköz a szociológiai kutatások számára, például online kérdőívek használata papírok helyett, mint vitaterep és mint kutatási téma. Az internet szociológiája az utolsó értelmezés szerint tartalmazza az online közösségek (levelezőlisták), a virtuális közösségek és a virtuális világok szervezeteit, valamint nagymértékben az ipari társadalom információs társadalomba való átalakulásának folyamatait.

### Szociológia és más társadalomtudományok
A 20. század elején szociológusok és pszichológusok, akik nem az ipari társadalmakat kutatták, hozzájárultak a kulturális antropológia szemléletmódjának alakulásához. A szociológia és a kulturális antropológia az elméleti szempontok és a módszerek eltérése miatt élesen elválik.
A szociobiológia egy viszonylag új terület, ami a szociológia és a biológia keresztezéséből jött létre. Noha a tudományt gyorsan elfogadták, igencsak vitatott maradt, ahogy a társadalmi viselkedést és struktúrát evolúciós és biológiai folyamatokkal próbálja magyarázni. A szociobiológusokat a szociológusok gyakran kritizálják, hogy túlzottan függnek a génektől a viselkedés meghatározásában. A szociobiológusok erre gyakran a természet és a nevelkedés közti összetett kapcsolat említésével válaszolnak. Ebben a tekintetben a szociobiológia szorosan kapcsolódik a kulturális antropológiához, a zoológiához és az evolúciós pszichológiához.
A szociológiának rengeteg kapcsolata van a szociálpszichológiával, de előbbi jobban érdekelt a társadalmi struktúrában, utóbbi pedig a társas viselkedésben. Egy komoly különbség jelentkezik a két tudomány között, azon a részen, ahol fellép az anatómia.
Ahogy Marxnál és Webernél is láthattuk, a közgazdaságtan is gyakran van befolyással a szociológiai elméletekre.

## A szociológia főbb tudományterületei
- Családszociológia
- Demográfia
- Deviancia
- Egészségszociológia
- Feminista szociológia
- Gazdaságszociológia
- Ifjúságszociológia
- Jogszociológia
- Kapcsolatháló-elemzés
- Kisebbségszociológia
- Környezetszociológia
- Konfliktuselméletek
- Médiaszociológia
- Munkaszociológia
- Művészetszociológia
- Nevelésszociológia
- Oktatásszociológia
- Orvosi szociológia
- Sportszociológia
- Szervezetszociológia
- Szociálpolitika
- Szociometria
- Társadalmi egyenlőtlenség
- Társadalmi változások
- Tudásszociológia
- Településszociológia
- Vallásszociológia
- Zeneszociológia

## Az empirikus szociológia főbb segédeszközei
- Magyarországi foglalkozások listája

## Magyar szociológia Romániában 1918 után

### A két világháború közt
Az erdélyi magyar szociológia előzményeit és csíráit Szabó T. Attilának A transylvan magyar társadalomkutatás című összefoglalója (Hitel, 1938/1) alapján, tágabb keretekben, a hazai magyar társadalomkutatás körébe sorolt 18–19. századi munkákban (Benkő József Transsilvania specialis. 1790 körül; Kőváry László Erdély statisztikája. 1847; a 19. század második felének vidék-, illetve vármegye-monográfiáiban; a 20. század elején Braun Róbert írásaiban) jelölhetjük meg. Ezek azonban inkább egykorú anyagot kínáltak a vizsgált területek szociológiai tanulmányozásához. Sokkal inkább sorolhatók előzményei közé a népi írók, illetve a falukutató irodalom (szociográfia) körébe sorolható azon munkák, amelyeknek szerzői a magyar társadalom egy-egy szeletét, jelenségét vizsgálva a társadalmi valóság feltárására törekedtek. Erdélyben az 1930-as években az Erdélyi Fiatalok körében indult el az a mozgalom, amely olykor a szépirodalom, olykor a zsurnalizmus eszközeivel az érdeklődést az égető szociális kérdések felé irányította, s amelynek kiemelkedő művei közé tartozik Balázs Ferenc A rög alatt (Kolozsvár, 1936) és Bözödi György Székely bánja (Kolozsvár, 1938) című könyve. E munkák légkörében, valamint a román szociológiai iskola szellemi vezetője, Dimitrie Gusti munkásságának hatására, azzal szerves kapcsolatban születtek azok a könyvek-tanulmányok, amelyekben – egy-egy részlet-téma feldolgozása kapcsán – már kimutatható egy tudatos szociológiai megközelítés: Gyallay-Pap Zsigmond: A nép és az intelligencia (Kolozsvár, 1931); Mikó Imre: Az erdélyi falu és a nemzetiségi kérdés; Demeter Béla: Az erdélyi falu és a szellemi áramlatok (mindkettő Kolozsvár, 1932), amelyekhez az akkori Korunkban Dezséri Béla (Jancsó Elemér), Kovács Katona Jenő, Turnovszky Sándor, a Hitelben Albrecht Dezső, Petrovay Tibor, Sinka József, Venczel József, Vita Sándor tanulmányai társíthatók. Közülük különösen az utóbbi kettőt kell kiemelnünk: Vita a Székelyföld iparosítása és a szövetkezeti mozgalom témaköreiben közölt máig forrásértékű tanulmányokat (Az erdélyi szövetkezetek. Hitel, 1936/1; A Székelyföld iparosítása. Hitel, 1937/3; A Székelyföld önellátása. Hitel, 1937/4), míg Venczel – aki maga is részt vett Gusti monografikus szociológiai táborainak kutatómunkájában – a Székelyföld népmozgalmának helyzetét tárta fel (Néhány adat a székely kivándorlás hátteréből. Hitel, 1936/1; Öt Olt menti székely község népmozgalma. Hitel, 1937/1). Ugyanő több alapvető módszertani tanulmányban (A falumunka és az erdélyi falumunka-mozgalom. Kolozsvár, 1935, Erdélyi Tudományos Füzetek (ETF); Művelődéspolitikai vázlat. Hitel, 1936/2; Az önismeret útja. Erdélyi Iskola 1936–37/1–2; A társadalomkutatás vitatása. Hitel, 1938/1) vázolta fel nemzedéke elvárásait. 1936-ban sor került az első magyar falukutató-tábor megszervezésére is a Kolozs megyei Bábonyban (ebből született közvetlenül Kós Balázs Egy falu mezőgazdaságának rajza c. tanulmánya: Hitel, 1936/4), 1941-ben a bálványosváraljai falukutató táborra (Molter Péter: Falukutatás Bálványosváralján. Hitel, 1940–41/3–4), majd arra az átfogó adatgyűjtő munkára, amely az észak-erdélyi magyar szórványok helyzetének sokoldalú kutatásához szolgáltatott alapot (kérdőíveken rögzítve megmaradt anyagának feldolgozására azonban csak az 1980-as évek végén kerülhetett sor. (Lásd Tóth Pál Péter: Szórványban. A magyar és a vegyes /magyar–román, román–magyar/ családok helyzete Észak-Erdélyben 1942–1944 között. Budapest, 1999.

### A második világháború után
A második világháborút követő első évtizedekben Romániában is az ideológiában érvényesített osztályharc elvárásai határozták meg a szociológiához való viszonyulást. 1948-ban valamennyi szociológiai kutatóközpontot, időszaki kiadványt megszüntettek, s egy évtizednek kellett eltelnie, amíg elsőnek Gáll Ernő – bár balos és sok tekintetben egyoldalú kritikával – visszanyúlt a szociológiai kutatások két világháború közötti eredményeihez (Sociologia burgheză din România. Studii critice. Bukarest, 1958). A folytatásra azonban csak az 1960-as évek második felében került sor, amikor – politikai-taktikai meggondolásból – egy 1965. decemberi beszédében Nicolae Ceaușescu úgymond „visszahelyezte jogaiba” a szociológiát is. Erre az időre esik Gáll Ernő újabb könyve (A romániai szociológiai gondolkodás. Bukarest, 1973) mellett Dimitrie Gusti több munkájának Balázs Sándor által készített és bevezetett magyar fordítása (kötetben: A szociológiai monográfia. 1976. Téka sorozat), ugyancsak Balázs Sándornak Szociológiai és nemzetiségi önismeret. A Gusti-iskola és a romániai magyar szociográfia című könyve (Bukarest, 1979), ekkor jelennek meg a Korunkban a börtönből 15 év után szabadult Venczel József újabb tanulmányai (A statisztika és a társadalomkutatás határán. 1969/6; Dimitrie Gusti és az erdélyi magyar falukutatók. 1970/6; A csákigorbói kutatás köréből. 1971/7; Demográfiai gondok a társadalomkutatásban. 1971/9), ekkor jelenik meg a Korunk 1980-as Évkönyve (Ember, város, környezet. Kolozsvár, 1980), ekkor indul el a Kriterion Könyvkiadónál a Változó Valóság c. tanulmánykötetek sorozata (I. 1978, II. 1983, az előbbi Imreh István, az utóbbi Egyed Péter szerkesztésében, függelékében a romániai magyar sajtó öt orgánumában 1968–80 között megjelent, e tárgykörökbe illeszthető cikkek, tanulmányok bibliográfiájával). Közben ugyancsak Imreh István gondozásában és bevezető tanulmányával az időközben elhunyt Venczel József válogatott írásai (Az önismeret útján. 1980) is napvilágra kerülnek.
Ezzel párhuzamosan sorra jelentkeztek az egyes kisközösségek életének különböző vonatkozásaiban módszeresen elmélyedő tanulmányok is: Demény Dezső és Biró Zoltán családszociológiai megfigyelései (Korunk, 1970/11, 1973/10, 1974/10; Korunk Évkönyv, 1982), Keszi-Harmath Sándornak a kalotaszegi népszaporulat és az ingázás összefüggéseit, illetve az étkezési szokások és az élelmiszer-termelés összefüggéseit elemző tanulmányai (Korunk 1977/12; 1978/9, 10, 11), Kósa-Szánthó Vilma városi környezetben végzett családszociológiai felmérései (Korunk, 1974/1).
A nálunk ismét „polgárjogot” nyert szociológia igen hamar felzárkózott az akkor Európa-szerte hódító tudományághoz, s ez megtermékenyítette a határtudományokat is: az 1970-es évektől nemcsak románul, de magyarul is megjelent néhány alapmű (Th. W. Adorno, Robert Escarpit, Lucien Goldman, Arnold Hauser, Stéphane Sarkany) s ezek nyomán számos irodalom-, kultúr-, illetve művészetszociológiai tanulmány látott napvilágot a romániai magyar lapokban (Csehi Gyula, Egyed Péter, Földes László, Gáll Ernő, Jánosi János, Máté Gábor, Várhegyi István tollából). Ebbe a vonulatba illeszkedik bele egyébként – több román nyelvű könyve (pl. Spre o sociologie a sociologiei. Kolozsvár, 1975; Individ şi societate. Kolozsvár, 1986) mellett – Roth Endre Shakespeare – szociológiai olvasatban című kötete (Bukarest, 1983) is.
A romániai magyar szociológia számára mindeközben továbbra is teljességgel hiányoztak az intézményi feltételek. A romániai egyetemeken szociológusképzés román nyelven is mindössze 1968–76 között létezett, s magyar nyelven íródott tanulmányok-könyvek – a szélesebb olvasóközönség elvárás-szintjéhez alkalmazkodva – a Korunkban és A Hétben, valamint a Kriterion Könyvkiadó keretében jelenhettek meg. Szociológiai kutatások csupán a BBTE filozófiai tanszéke keretében működő, Ion Aluaş vezette szociológiai munkaközösségben folytak, amelynek eredményeiből azonban csak néhány kisebb közlemény (vö. Aluaş–Roth: Gemeindenforschung in Siebenbürgen. 1965–1989… In: Zugaenge zur Gemeinde. Köln–Weimar–Wien, 2000) látott napvilágot. Magyar vonatkozásban csak az 1980-as évek végén, Csíkszeredában sikerült létrehozni egy olyan intézményes keretet (Kommunikációs Antropológiai Munkacsoport néven), amely a szociológiai kutatások számára is keretet kínált. Ennek a körnek a munkássága majd 1989 után teljesedik ki (egyetlen korábbi, leginkább szociológiai jellegű munkájuk egy, az ifjúságkutatásnak szentelt, Gagyi József szerkesztette kötet: Hát ide figyelj, édes fiam… 1989).

### 1989 után
Az 1989-es romániai forradalmat követően megváltozik a szociológiai kutatás intézményi háttere: az önálló intézménnyé vált Kommunikációs Antropológiai Munkacsoport mellett már 1990-ben működni kezd a BBTE Filozófia Karán belül egy szociológiai tanszék (méghozzá magyar tagozattal, s 2001-től önálló fakultásként; 2003-tól önálló magyar nyelvű szakfolyóirattal, Erdélyi Társadalom címmel), az évtized végére pedig már szociológusképzés folyik a nagyváradi Partiumi Keresztyén Egyetemen, s 2001 őszétől a Sapientia EMTE marosvásárhelyi és csíkszeredai tagozatán (utóbbi keretében létrejön a Kutatási Programok Intézete, amely anyagi támogatást is nyújt kutatások megszervezéséhez).
A budapesti Teleki László Alapítvánnyal karöltve kiadói hátteret is megteremtő KAM gondozásában, a Pro-Print kiadó Helyzet-Könyvek c. sorozatában egész sor önálló (Biró A. Zoltán: Stratégiák vagy kényszerpályák? 1998), ill. kollektív tanulmánykötet készült el (Változásban. Elemzések a romániai magyar társadalomról. Szerk. Túrós Endre. 1995; Elvándorlók? Vendégmunka és életforma a Székelyföldön. Szerk. Bodó Julianna. 1996; Így élünk. Elszegényedési folyamatok a Székelyföldön. Szerk. Bodó Julianna – Oláh Sándor. 1997; Egy más mellett élés. A magyar–román és magyar–cigány kapcsolatokról. Szerk. Gagyi József. 1998; Nemzeti vagy nemzedéki integráció. Szerk. Veres Valér. 2000).

## Magyar nyelvű szociológiai képzést nyújtó felsőoktatási intézmények

### Magyarország
- Debreceni Egyetem – Bölcsészettudományi Kar
- Károli Gáspár Református Egyetem (Budapest) – Bölcsészet- és Társadalomtudományi Kar
- Miskolci Egyetem – Bölcsészet- és Társadalomtudományi Kar
- Milton Friedman Egyetem (Budapest)
- Pázmány Péter Katolikus Egyetem (Budapest) – Bölcsészet- és Társadalomtudományi Kar
- Pécsi Tudományegyetem – Bölcsészet- és Társadalomtudományi Kar
- Széchenyi István Egyetem (Győr) – Apáczai Csere János Kar
- Szegedi Tudományegyetem – Bölcsészet- és Társadalomtudományi Kar

### Erdély
- Babeș–Bolyai Tudományegyetem (Kolozsvár) – Szociológia és Szociálismunkás-képző Kar
- Partiumi Keresztény Egyetem (Nagyvárad) – Bölcsészettudományi Kar
- Sapientia Erdélyi Magyar Tudományegyetem – Csíkszeredai Kar